# Зюмбюл
Зюмбюл (Hyacinthus) е род луковични многогодишни растения от семейство Лилиеви (Liliaceae). Произхожда от Мала Азия, където расте в диво състояние. Разпространява се в Европа през 15 век. Включва около 30 вида и над 300 сорта. Популярни български сортове са Видинският зюмбюл и Карловският зюмбюл. Цветовете му се състоят от гроздовидно съцветие със специфичен, силен аромат. Цъфти от края на март до май в различни ярки багри – бяло, жълто, розово, виолетово, червено, синьо.
Зюмбюлът е едно от най-популярните и най-обичани цветя в българския двор. Наречен е на името на прекрасния юноша Хиацинт от гръцката митология
Обикновеният зюмбюл (Hyacinthus orientalis) е едно от най-разпространените многогодишни луковични растения. Той е с прости кичести камбанковидни цветове, които имат силен приятен аромат. Разположени са в плътни или рехкави гроздовидни съцветия и са различно оцветени – бели, жълти, розови, червени, сини и др. Добре развитият зюмбюл трябва да има най-малко 12 цветчета на цветоносното си стъбло, които може да достигат и до 50. Листата са широколинейни, сочни, лъскави, на върха слабо заострени.
Народите от Западна Европа са го внесли от Западна Азия преди повече от три столетия и веднага са започнали да го подобряват. Днес съществуват множество соротве, отличаващи се от оригинала с едрите си съцветия и цветове и нежните и разнообразни багрите – сини, виолетови, бели, розови, лилави.
Достига 20 – 30 cm височина.
Зюмбюлите дават семена, но се размножават по вегетативен начин – чрез отделяне на дребните луковички. При някои сортове обаче размножаването става твърде бавно, понеже се образуват много, но дребни луковички. Затова използвайте малка хитрост – преди засаждането цепнете дъното на старата луковичка кръстообразно. Засаждането трябва да стане през есента.
Зюмбюлът не е придирчиво цвете – той може да расте и на слънчеви места, и на полусянка. Добре е луковиците му да се изваждат всяка година след прецъфтяването и веднага да се засаждат на уютно ново място, като се заравят с около 12 см пръст.